# Resolutie 863 Veiligheidsraad Verenigde Naties
Resolutie 863 van de Veiligheidsraad van de Verenigde Naties werd unaniem aangenomen op 13 september 1993. De resolutie vroeg de Mozambikaanse rebellengroep RENAMO om mee te werken aan de organisatie van de in het vredesakkoord afgesproken verkiezingen.

## Achtergrond
Nadat Mozambique onafhankelijk was geworden van Portugal, kwam de communistische verzetsbeweging FRELIMO aan de macht. Die kreeg al snel de anti-communistische RENAMO tegen zich, waarmee er een burgeroorlog was ontketend die vijftien jaar zou duren. In 1992 kwamen beide partijen na jarenlange onderhandelingen tot een vredesakkoord.

## Inhoud

### Waarnemingen
De Veiligheidsraad herhaalde het belang van het Algemeen Vredesakkoord voor Mozambique en de tijdige uitvoering ervan. De raad loofde de inspanningen van secretaris-generaal Boutros Boutros-Ghali, diens Speciale Vertegenwoordiger, de ONUMOZ-vredesmacht en de Organisatie van Afrikaanse Eenheid (OAE), en was tevreden over de recente vooruitgang in het vredesproces en specifiek het akkoord dat voortkwam uit directe gesprekken
tussen de president van Mozambique en die van de groepering RENAMO. 
Er werd benadrukt dat men geen voorwaarden mocht verbinden aan, zoals bij de samentrekking en demobilisatie van troepen, of tijd winnen met het vredesproces. Ook nog was men bezorgd over de vertraging bij de uitvoering van enkele belangrijke delen van het vredesakkoord en schendingen van het staakt-het-vuren.

### Handelingen
De Veiligheidsraad benadrukte dat het Algemeen Vredesakkoord moest worden gerespecteerd, en dat voor november 1994 verkiezingen moesten doorgaan. Er werd door de Veiligheidsraad op aangedrongen dat de twee partijen onmiddellijk een tijdsschema overeenkwamen voor de uitvoering van het akkoord. Ook moest er snel werk gemaakt worden van het samentrekken en demobiliseren van de troepen van beiden. Intussen waren ook vorderingen gemaakt bij de oprichting van een nieuw Mozambikaans eenheidsleger, dat in Nyanga zou worden opgeleid, en bij het ontmijnen. 
De organisatie van de verkiezingen boekte minder vooruitgang. De Veiligheidsraad drong er tevens op aan dat RENAMO snel hieraan mee zou werken en dat er snel een verkiezingswet werd afgesproken. 
Het akkoord dat bij de gesprekken in Maputo was bereikt om het bestuur van de gebieden onder RENAMO-controle opnieuw te integreren in de staat en de vraag om VN-waarnemers op de politie-activiteiten werd dan weer geprezen. De secretaris-generaal had al een team van experts gestuurd om die laatste vraag te onderzoeken. Mozambique en RENAMO moesten nu de vaart erin zien te houden. Daarnaast werd de internationale gemeenschap aangemoedigd om aan de plaatselijke bevolking humanitaire hulp te blijven verschaffen. 
Ten slotte kreeg de secretaris-generaal het verzoek om voor 31 oktober te rapporteren over de verdere ontwikkelingen.

## Verwante resoluties
- Resolutie 818 Veiligheidsraad Verenigde Naties
- Resolutie 850 Veiligheidsraad Verenigde Naties
- Resolutie 879 Veiligheidsraad Verenigde Naties
- Resolutie 882 Veiligheidsraad Verenigde Naties

Lijst ·  800 ·  801 ·  802 ·  803 ·  804 ·  805 ·  806 ·  807 ·  808 ·  809 ·  810 ·  811 ·  812 ·  813 ·  814 ·  815 ·  816 ·  817 ·  818 ·  819 ·  820 ·  821 ·  822 ·  823 ·  824 ·  825 ·  826 ·  827 ·  828 ·  829 ·  830 ·  831 ·  832 ·  833 ·  834 ·  835 ·  836 ·  837 ·  838 ·  839 ·  840 ·  841 ·  842 ·  843 ·  844 ·  845 ·  846 ·  847 ·  848 ·  849 ·  850 ·  851 ·  852 ·  853 ·  854 ·  855 ·  856 ·  857 ·  858 ·  859 ·  860 ·  861 ·  862 ·  863 ·  864 ·  865 ·  866 ·  867 ·  868 ·  869 ·  870 ·  871 ·  872 ·  873 ·  874 ·  875 ·  876 ·  877 ·  878 ·  879 ·  880 ·  881 ·  882 ·  883 ·  884 ·  885 ·  886 ·  887 ·  888 ·  889 ·  890 ·  891 ·  892